# Stornäset (Sund, Åland)
Stornäset är en halvö i Sunds kommun i Åland. Området har sedan 1800-talet haft en naturvårdsplan och det har varit ett viktigt område för fiskare, jägare och skogsbrukare. Det 171 hektar stora Stornäset är en del av kungsgården Kastelholm som ägs av Ålands landskapsregering. 
I landskapsregeringens budgetförslag för 2010 fanns en plan att arrendera ut hela Stornäset till Ålands Golfklubb samt också bidra ekonomiskt med 30 % till den planerade golfbanan. Ålands golfklubb skulle sedan välja ut 70 hektar där Ålands fjärde golfbana skulle anläggas. Den ena golfbanan ligger i Eckerö och de två andra också i Kastelholm: Slottsbanan och Kungsbanan. Det var Centern som framlade förslaget om golf på Stornäset och drevs av dåvarande finansministern Torbjörn Eliasson. Ålandstidningen publicerade den 5 januari 2010 en artikel vari majoriteten av lagtingspolitikerna förhöll sig positiva för projektet.
En stor folkopinion bildades dock snabbt mot projektet. Den 17 december 2009 överräcktes 900 namnunderskrifter till Landskapsregeringen. Motståndarnas argument är att man inte ska överlåta levande och välskött natur drivas iväg av ekonomiska vinstintressen utan miljömässigt hållbara grunder. Man pekade också på att landskapsregeringen skulle komma att bryta mot principbeslut och konventioner om projektet genomförs, bland annat den Europeiska landskapskonventionen. Ett flertal byråer inom Landskapsregeringen hade därtill i ett gemensamt uttalande agerat kritiskt mot en golfbana på Stornäset, vilket hade belagts med sekretess. Det politiska tumultet var ett faktum, också inom lagtinget. Den 30 januari 2010 grundades sedermera föreningen Stornäsets vänner som kämpar för ett bevarande av Stornäset som allmänt strövområde. Efter en politisk aktion på Självstyrelsegården i Mariehamn och medial aktivitet var projektet sedan skrinlagt.
Näringsministern Torbjörn Eliasson blev också anmärkt av Justitiekanslern för att inte ha jävat sig i frågan då hans son var vice ordförande i Ålands Golfklubb.
Stornäsets vänner har sedan beslutet att inte anlägga en golfbana på området anordnat ett flertal vandringar och evenemang i skogen samt en seglats med galeasen Albanus. Föreningen Ålands Natur & Miljö anordnar aktiviteter på området årligen.